# Раян Світінг
Раян Світінг (англ. Ryan Sweeting; нар. 14 липня 1987) — колишній американський тенісист.
Найвищу одиночну позицію світового рейтингу — 64 місце досяг 12 вересня 2011, парну — 139 місце — 4 лютого 2008 року.
Здобув 1 одиночний титул.
Найвищим досягненням на турнірах Великого шолома було 2 коло в одиночному та парному розрядах.
Завершив кар'єру 2015 року.

## Фінали турнірів ATP за кар'єру

### Одиночний розряд: 1 (1 перемога)
| Легенда                                     |
| ------------------------------------------- |
| Турніри Великого шлема (0–0)                |
| Фінали Світового туру ATP (0–0)             |
| Серія Мастерс 1000 Світового Туру ATP (0–0) |
| Серія 500 Світового туру ATP (0–0)          |
| Серія 250 Світового туру ATP (1–0)          |

| Фінали за покриттям |
| ------------------- |
| Тверде (0–0)        |
| Ґрунт (1–0)         |
| Трава (0–0)         |
| Килим (0–0)         |

| Фінали за типом корту |
| --------------------- |
| Відкритий корт (1–0)  |
| Закритий корт (0–0)   |

| Результат | В-П | Дата     | Турнір       | Рівень    | Покриття | Суперник     | Рахунок       |
| --------- | --- | -------- | ------------ | --------- | -------- | ------------ | ------------- |
| Перемога  | 1–0 | Кві 2011 | Х'юстон, США | Серія 250 | Ґрунт    | Нішікорі Кеі | 6–4, 7–6(7–3) |

### Парний розряд: 1 (1 поразка)
| Легенда                                     |
| ------------------------------------------- |
| Турніри Великого шлема (0–0)                |
| Фінали Світового туру ATP (0–0)             |
| Серія Мастерс 1000 Світового Туру ATP (0–0) |
| Серія 500 Світового туру ATP (0–0)          |
| Серія 250 Світового туру ATP (0–1)          |

| Фінали за покриттям |
| ------------------- |
| Тверде (0–0)        |
| Ґрунт (0–1)         |
| Трава (0–0)         |
| Килим (0–0)         |

| Фінали за типом корту |
| --------------------- |
| Відкритий корт (0–1)  |
| Закритий корт (0–0)   |

| Результат | В-П | Дата     | Турнір       | Рівень    | Покриття | Партнер       | Суперники            | Рахунок  |
| --------- | --- | -------- | ------------ | --------- | -------- | ------------- | -------------------- | -------- |
| Поразка   | 0–1 | Кві 2009 | Х'юстон, США | Серія 250 | Ґрунт    | Джессі Лівайн | Боб Браян Майк Браян | 1–6, 2–6 |

## Фінали ATP Челленджер і ITF Ф'ючерс

### Одиночний розряд: 6 (4–2)
| Легенда              |
| -------------------- |
| ATP Челленджер (3–2) |
| ITF Ф'ючерс (1–0)    |

| Фінали за покриттям |
| ------------------- |
| Тверде (3–1)        |
| Ґрунт (1–1)         |
| Трава (0–0)         |
| Килим (0–0)         |

| Результат | В-П | Дата     | Турнір                     | Рівень     | Покриття | Суперник               | Рахунок       |
| --------- | --- | -------- | -------------------------- | ---------- | -------- | ---------------------- | ------------- |
| Перемога  | 1–0 | Тра 2006 | США F9, Віро-Біч (Флорида) | Ф'ючерс    | Ґрунт    | Віктор Естрелья Бургос | 6–3, 6–0      |
| Перемога  | 2–0 | Лис 2008 | Рімускі, Канада            | Челленджер | Тверде   | Крістіан Плесс         | 6–4, 7–6(7–3) |
| Перемога  | 3–0 | Лют 2009 | Даллас, США                | Челленджер | Тверде   | Брендан Еванс          | 6–4, 6–3      |
| Перемога  | 4–0 | Лют 2010 | Даллас, США                | Челленджер | Тверде   | Карстен Болл           | 6–4, 6–2      |
| Поразка   | 4–1 | Тра 2010 | Саванна, США               | Челленджер | Ґрунт    | Нішікорі Кеі           | 4–6, 0–6      |
| Поразка   | 4–2 | Жов 2010 | Калабасас, США             | Челленджер | Тверде   | Марінко Матосевич      | 6–2, 4–6, 3–6 |

### Парний розряд: 8 (4–4)
| Легенда              |
| -------------------- |
| ATP Челленджер (3–3) |
| ITF Ф'ючерс (1–1)    |

| Фінали за покриттям |
| ------------------- |
| Тверде (4–3)        |
| Ґрунт (0–1)         |
| Трава (0–0)         |
| Килим (0–0)         |

| Результат | В-П | Дата     | Турнір                    | Рівень     | Покриття | Партнер        | Суперники                             | Рахунок                 |
| --------- | --- | -------- | ------------------------- | ---------- | -------- | -------------- | ------------------------------------- | ----------------------- |
| Перемога  | 1–0 | Січ 2007 | США F2, Норт-Маямі-Біч    | Ф'ючерс    | Тверде   | Тім Смичек     | Джеймс Серретані Антоніо Руїс-Росалес | 6–3, 6–2                |
| Поразка   | 1–1 | Січ 2007 | США F3, Бока-Ратон        | Ф'ючерс    | Тверде   | Тім Смичек     | Джоел Кілбовіч Раян Стотленд          | 7–6(7–5), 4–6, 0–1 ret. |
| Перемога  | 2–1 | Лип 2007 | Lexington Challenger, США | Челленджер | Тверде   | Брендан Еванс  | Філліп Сіммондс Росс Гатчінс          | 6–4, 6–4                |
| Перемога  | 3–1 | Сер 2007 | Бінгемтон, США            | Челленджер | Тверде   | Скотт Удсема   | Річард Блумфілд Ім Кю Те              | 7–6(7–5), 7–5           |
| Перемога  | 4–1 | Вер 2007 | Лаббок, США               | Челленджер | Тверде   | Алекс Кузнєцов | Рік Де Вуст Боббі Рейнольдс           | 6–3, 6–2                |
| Поразка   | 4–2 | Кві 2008 | Таллахассі, США           | Челленджер | Тверде   | Роберт Кендрік | Ражів Рам Боббі Рейнольдс             | без гри                 |
| Поразка   | 4–3 | Тра 2009 | Загреб, Хорватія          | Челленджер | Ґрунт    | Брендан Еванс  | Петер Лучак Алессандро Мотті          | 4–6, 4–6                |
| Поразка   | 4–4 | Лип 2009 | Віннетка, США             | Челленджер | Тверде   | Бретт Джолсон  | Карстен Болл Тревіс Реттенмаєр        | 1–6, 2–6                |

## Досягнення
| W | Ф | ПФ | ЧФ | #Р | КТ | К# | DNQ | A | NH |

### Одиночний розряд
| Турніри Великого шлему                 |     |     |     |     |     |     |     |     |        |      |     |
| Відкритий чемпіонат Австралії з тенісу |     |     | К1р | К3р | К3р | 2р  | 2р  | К3р | 0 / 2  | 2–2  | 50% |
| Відкритий чемпіонат Франції з тенісу   |     |     |     | К2р | 1р  | 1р  |     |     | 0 / 2  | 0–2  | 0%  |
| Вімблдонський турнір                   |     | К2р | К2р | К1р | 1р  | 2р  | 2р  |     | 0 / 3  | 2–3  | 40% |
| Відкритий чемпіонат США з тенісу       | 2р  | 1р  | 1р  | 1р  | 1р  | 1р  |     |     | 0 / 6  | 1–6  | 14% |
| В-П                                    | 1–1 | 0–1 | 0–1 | 0–1 | 0–3 | 2–4 | 2–2 | 0–0 | 0 / 13 | 5–13 | 28% |
| Тур ATP Мастерс 1000                   |     |     |     |     |     |     |     |     |        |      |     |
| Індіан-Веллс                           |     | К1р | К2р | 2р  | К2р | 3р  | 2р  |     | 0 / 3  | 4–3  | 57% |
| Відкритий чемпіонат Маямі з тенісу     |     | 1р  | 2р  | 1р  | 1р  | 1р  | 1р  | К1р | 0 / 6  | 1–6  | 14% |
| Рим                                    |     |     |     |     |     | К1р |     |     | 0 / 0  | 0–0  | –   |
| Мастерс Цинциннаті                     |     |     |     |     | К1р | К1р |     |     | 0 / 0  | 0–0  | –   |
| В-П                                    | 0–0 | 0–1 | 1–1 | 1–2 | 0–1 | 2–2 | 1–2 | 0–0 | 0 / 9  | 5–9  | 36% |

### Парний розряд
| Турніри Великого шлему                 |     |     |     |     |     |       |     |
| Відкритий чемпіонат Австралії з тенісу |     |     |     |     | 1р  | 0 / 1 | 0–1 |
| Відкритий чемпіонат Франції з тенісу   |     |     |     | 1р  |     | 0 / 1 | 0–1 |
| Вімблдонський турнір                   |     |     | 2р  |     |     | 0 / 1 | 1–1 |
| Відкритий чемпіонат США з тенісу       | 1р  | 2р  | 1р  | 1р  |     | 0 / 4 | 1–4 |
| В-П                                    | 0–1 | 1–1 | 1–2 | 0–2 | 0–1 | 0 / 7 | 2–7 |

## Юніорські фінали турнірів Великого шолома

### Одиночний розряд: 1 (1 перемога)
| Результат | Рік  | Турнір                           | Покриття | Суперник     | Рахунок  |
| --------- | ---- | -------------------------------- | -------- | ------------ | -------- |
| Перемога  | 2005 | Відкритий чемпіонат США з тенісу | Тверде   | Жеремі Шарді | 6–4, 6–4 |